# Nanzenbach

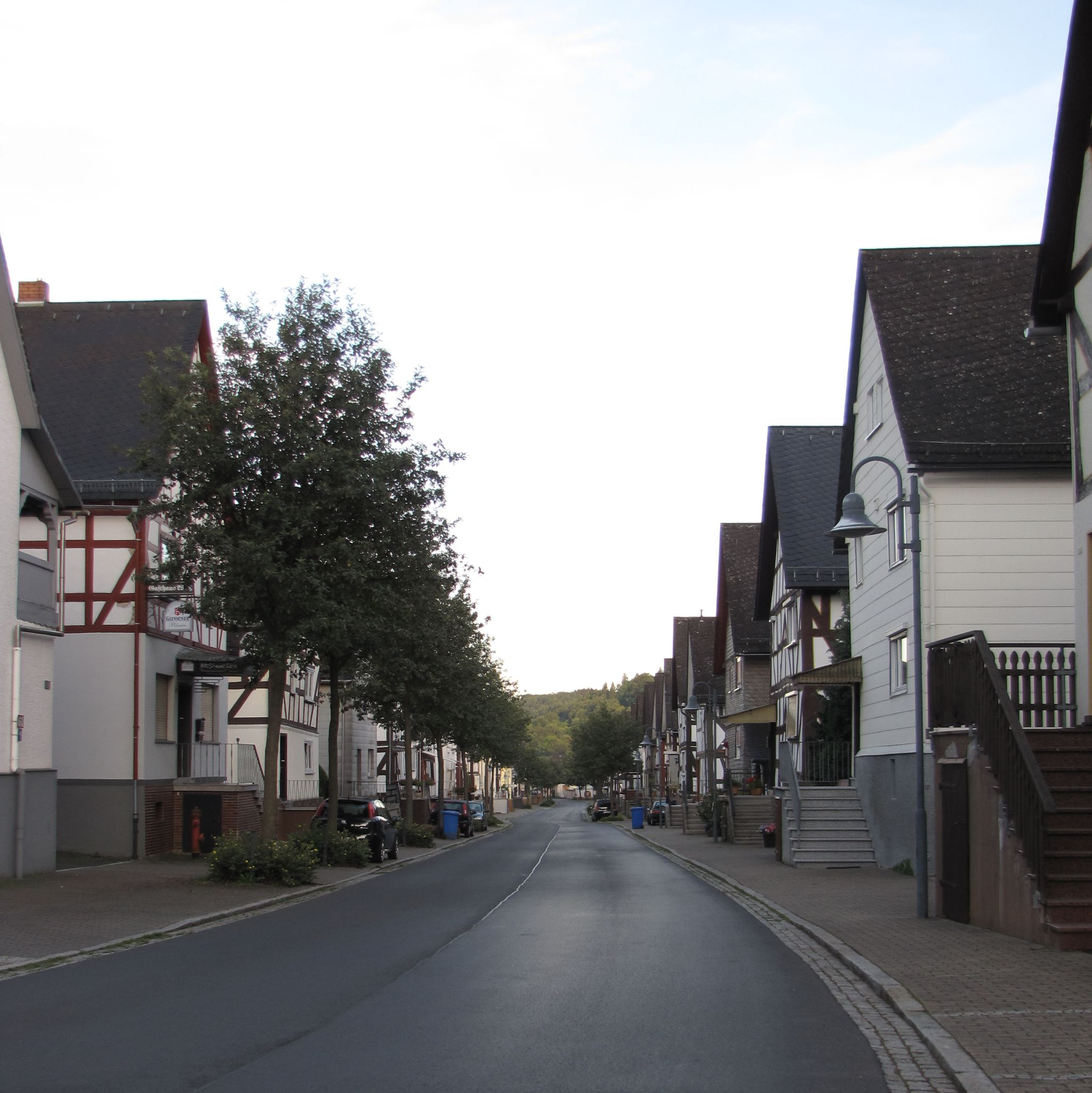
Durchgangsstraße in Nanzenbach

Nanzenbach ist ein ehemaliges Bergmannsdorf und heute ein Stadtteil der Stadt Dillenburg im mittelhessischen Lahn-Dill-Kreis. Das Dorf liegt im nördlichen Teil des Kreises, ca. 4 km nordöstlich von Dillenburg in einem engen Seitental der Dill. Der größte Teil der Gemarkung ist bewaldet.

## Geschichte

### Ortsgeschichte
Archäologische Untersuchungen lassen eine Besiedlung um die Zeitenwende als wahrscheinlich erscheinen. Erstmals urkundlich erwähnt wurde der Ort jedoch erst bei der Teilung des Hauses Nassau im Jahr 1255. Der Ort war bekannt für seine Kupfervorkommen, die ab 1464 verhüttet wurden. Neben Kupfer wurde auch der Abbau von Basalt und Eisenerz betrieben.
Bei einem Brand im Jahr 1772 wurde der Ort fast gänzlich vernichtet. Ganze fünf Häuser blieben vom Brand verschont. Mit der Unterstützung der Nachbardörfer wurde Nanzenbach neu aufgebaut. Der Aufbau erfolgte nach dem Plan des fürstlich-dillenburgischen Baumeisters Terlinden. Der Plan sah eine lange Hauptstraße mit kurzen Querstraßen vor. Vor dem Brand standen sich die Häuser an der Hauptstraße mit den Giebeln direkt gegenüber. Nach dem neuen Bauplan war vorgesehen, dass nun die Häuser so errichtet wurden, dass jeweils die gegenüberliegenden Häuser sich in die Höfe schauen konnten, um so einen erneuten Brandausbruch schneller zu bemerken. Die Fachwerkhäuser sollten mit dem Giebel zur Straße stehen und besitzen noch heute in der Regel den charakteristischen über eine Quertreppe erreichbaren giebelseitigen Eingang.
Große zusammenhängende Bereiche der Nanzenbacher Hauptstraße unterliegen dem Schutz der Haager Konvention zum Schutz von Kulturgut bei bewaffneten Konflikten.
Hessische Gebietsreform (1970–1977)
Im Zuge der Gebietsreform in Hessen wurde die bis dahin selbständige Gemeinde Nanzenbach am 1. April 1972 auf freiwilliger Basis nach Dillenburg eingemeindet. Für den Stadtteil Nanzenbach wurde, wie für die anderen nach Dillenburg eingegliederten Gemeinden, ein Ortsbezirk gebildet.

### Verwaltungsgeschichte im Überblick
Die folgende Liste zeigt die Staaten und Verwaltungseinheiten, denen Nanzenbach angehört(e):
- vor 1739: Heiliges Römisches Reich, Grafschaft/Fürstentum Nassau-Dillenburg, Amt Dillenburg
- ab 1739: Heiliges Römisches Reich, Fürstentum Nassau-Diez, Amt Dillenburg
- 1806–1813: Großherzogtum Berg,[Anm. 2] Département Sieg, Arrondissement Dillenburg, Kanton Dillenburg
- 1813–1815: Fürstentum Nassau-Oranien, Amt Dillenburg
- ab 1816: Herzogtum Nassau[Anm. 3], Amt Dillenburg
- ab 1849: Herzogtum Nassau, Kreisamt Herborn[Anm. 4]
- ab 1854: Herzogtum Nassau, Amt Dillenburg
- ab 1867: Norddeutscher Bund[Anm. 5], Königreich Preußen,[Anm. 6] Provinz Hessen-Nassau, Regierungsbezirk Wiesbaden, Dillkreis[Anm. 7]
- ab 1871: Deutsches Reich, Königreich Preußen, Provinz Hessen-Nassau, Regierungsbezirk Wiesbaden, Dillkreis
- ab 1918: Deutsches Reich (Weimarer Republik), Freistaat Preußen, Provinz Hessen-Nassau, Regierungsbezirk Wiesbaden, Dillkreis
- ab 1932: Deutsches Reich, Freistaat Preußen, Provinz Hessen-Nassau, Regierungsbezirk Wiesbaden, Landkreis Dillenburg
- ab 1933: Deutsches Reich, Freistaat Preußen, Provinz Hessen-Nassau, Regierungsbezirk Wiesbaden, Dillkreis
- ab 1944: Deutsches Reich, Freistaat Preußen, Provinz Nassau, Dillkreis
- ab 1945: Amerikanische Besatzungszone,[Anm. 8] Groß-Hessen, Regierungsbezirk Wiesbaden, Dillkreis
- ab 1946: Amerikanische Besatzungszone, Hessen, Regierungsbezirk Wiesbaden, Dillkreis
- ab 1949: Bundesrepublik Deutschland, Hessen, Regierungsbezirk Wiesbaden, Dillkreis
- ab 1968: Bundesrepublik Deutschland, Hessen, Regierungsbezirk Darmstadt, Dillkreis
- ab 1972: Bundesrepublik Deutschland, Hessen, Regierungsbezirk Darmstadt, Dillkreis, Stadt Dillenburg[Anm. 9]
- ab 1977: Bundesrepublik Deutschland, Hessen, Regierungsbezirk Darmstadt, Lahn-Dill-Kreis, Stadt Dillenburg
- ab 1981: Bundesrepublik Deutschland, Hessen, Regierungsbezirk Gießen, Lahn-Dill-Kreis, Stadt Dillenburg

## Bevölkerung

### Einwohnerstruktur 2011
Nach den Erhebungen des Zensus 2011 lebten am Stichtag dem 9. Mai 2011 in Nanzenbach 1134 Einwohner. Darunter waren 27 (2,4 %) Ausländer. Nach dem Lebensalter waren 207 Einwohner unter 18 Jahren, 438 zwischen 18 und 49, 255 zwischen 50 und 64 und 234 Einwohner waren älter. Die Einwohner lebten in 495 Haushalten. Davon waren 159 Singlehaushalte, 147 Paare ohne Kinder und 153 Paare mit Kindern, sowie 33 Alleinerziehende und 6 Wohngemeinschaften. In 234 Haushalten lebten ausschließlich Senioren und in 561 Haushaltungen lebten keine Senioren.

### Einwohnerentwicklung
| Nanzenbach: Einwohnerzahlen von 1834 bis 2021 | Nanzenbach: Einwohnerzahlen von 1834 bis 2021 | Nanzenbach: Einwohnerzahlen von 1834 bis 2021 | Nanzenbach: Einwohnerzahlen von 1834 bis 2021 | Nanzenbach: Einwohnerzahlen von 1834 bis 2021 |
| --- | --------------------------------------------- | --------------------------------------------- | --------------------------------------------- | --------------------------------------------- |
| Jahr |                                               |                                               |                                               | Einwohner                                     |
| 1834 | 1834                                          |                                               | 355                                           | 355                                           |
| 1840 | 1840                                          |                                               | 390                                           | 390                                           |
| 1846 | 1846                                          |                                               | 412                                           | 412                                           |
| 1852 | 1852                                          |                                               | 444                                           | 444                                           |
| 1858 | 1858                                          |                                               | 454                                           | 454                                           |
| 1864 | 1864                                          |                                               | 467                                           | 467                                           |
| 1871 | 1871                                          |                                               | 503                                           | 503                                           |
| 1875 | 1875                                          |                                               | 555                                           | 555                                           |
| 1885 | 1885                                          |                                               | 587                                           | 587                                           |
| 1895 | 1895                                          |                                               | 640                                           | 640                                           |
| 1905 | 1905                                          |                                               | 743                                           | 743                                           |
| 1910 | 1910                                          |                                               | 866                                           | 866                                           |
| 1925 | 1925                                          |                                               | 1.023                                         | 1.023                                         |
| 1939 | 1939                                          |                                               | 1.127                                         | 1.127                                         |
| 1946 | 1946                                          |                                               | 1.457                                         | 1.457                                         |
| 1950 | 1950                                          |                                               | 1.519                                         | 1.519                                         |
| 1956 | 1956                                          |                                               | 1.507                                         | 1.507                                         |
| 1961 | 1961                                          |                                               | 1.494                                         | 1.494                                         |
| 1967 | 1967                                          |                                               | 1.514                                         | 1.514                                         |
| 1970 | 1970                                          |                                               | 1.542                                         | 1.542                                         |
| 1980 | 1980                                          |                                               | ?                                             | ?                                             |
| 1990 | 1990                                          |                                               | ?                                             | ?                                             |
| 1999 | 1999                                          |                                               | 1.322                                         | 1.322                                         |
| 2005 | 2005                                          |                                               | 1.252                                         | 1.252                                         |
| 2009 | 2009                                          |                                               | 1.166                                         | 1.166                                         |
| 2011 | 2011                                          |                                               | 1.134                                         | 1.134                                         |
| 2014 | 2014                                          |                                               | 1.119                                         | 1.119                                         |
| 2018 | 2018                                          |                                               | 1.044                                         | 1.044                                         |
| 2021 | 2021                                          |                                               | 1.018                                         | 1.018                                         |
| Datenquelle: Historisches Gemeindeverzeichnis für Hessen: Die Bevölkerung der Gemeinden 1834 bis 1967. Wiesbaden: Hessisches Statistisches Landesamt, 1968. Weitere Quellen: LAGIS; nach 1970 Stadt Dillenburg; Zensus 2011 |                                               |                                               |                                               |                                               |

### Historische Religionszugehörigkeit
| • 1885: | 0528 evangelische (= 89,95 %), 17 katholische (= 2,90 %) und 42 andere (= 7,16 %) Christen |
| • 1961: | 1310 evangelische (= 87,68 %) und 149 katholische (= 9,97 %) Einwohner                     |
| • 2018: | 0724 evangelische (= 69,35 %), 65 katholische (= 6,23 %) und 225 andere Einwohner          |

## Politik
- SPD: 2
- CDU: 3

### Ortsbeirat
Für Nanzenbach besteht ein Ortsbezirk (Gebiete der ehemaligen Gemeinde Nanzenbach) mit Ortsbeirat und Ortsvorsteher nach der Hessischen Gemeindeordnung. Der Ortsbeirat besteht aus fünf Mitgliedern. Bei den Kommunalwahlen in Hessen 2021 betrug die Wahlbeteiligung zum Ortsbeirat 42,67 %. Für die Sitzverteilung siehe die nebenstehende Grafik. Der Ortsbeirat wählte Simone Hille-Zauberys (CDU) zur Ortsvorsteherin.

### Wappen

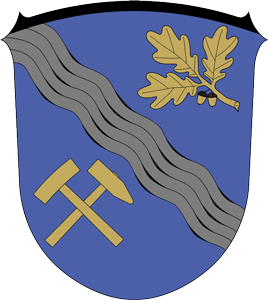
Das Wappen von Nanzenbach mit Eichenzweig, Bergmannsgezäh und Wellenbalken

Nanzenbach hat ein Wappen, gestaltet mit den Elementen: Eichenzweig, Schlägel und Eisen sowie einem Bach. Es wurde Ende der 1970er Jahre von dem Nanzenbacher Rudi Schäfer, einem damaligen Bediensteten der Stadt Dillenburg gestaltet, nachdem im Zuge der Gebietsreform in Hessen alle eigenständigen Gemeinden als Stadtteile in die Verwaltung der Stadt Dillenburg eingemeindet wurden. Als Grundlage dienten ihm die montanhistorische Vergangenheit des Bergmannsdorfes wie auch die natürlichen Gegebenheiten der Gemarkung.
Blasonierung
In Blau ein silberner Wellenschrägbalken, begleitet oben von einem dreiblättrigen goldenen Eichenzweig mit zwei Früchten, unten von dem schräggekreuzten goldenen Bergmannsgezäh (Schlägel und Eisen).
oder
In Blau ein schrägrechter silberner Wellenbalken mit schwarzem Wellenschlag, oben ein goldener Eichenast mit drei Blättern und zwei Früchten, unten schräg gekreuzt ein goldener Schlägel und ein goldenes Eisen.

## Sehenswürdigkeiten

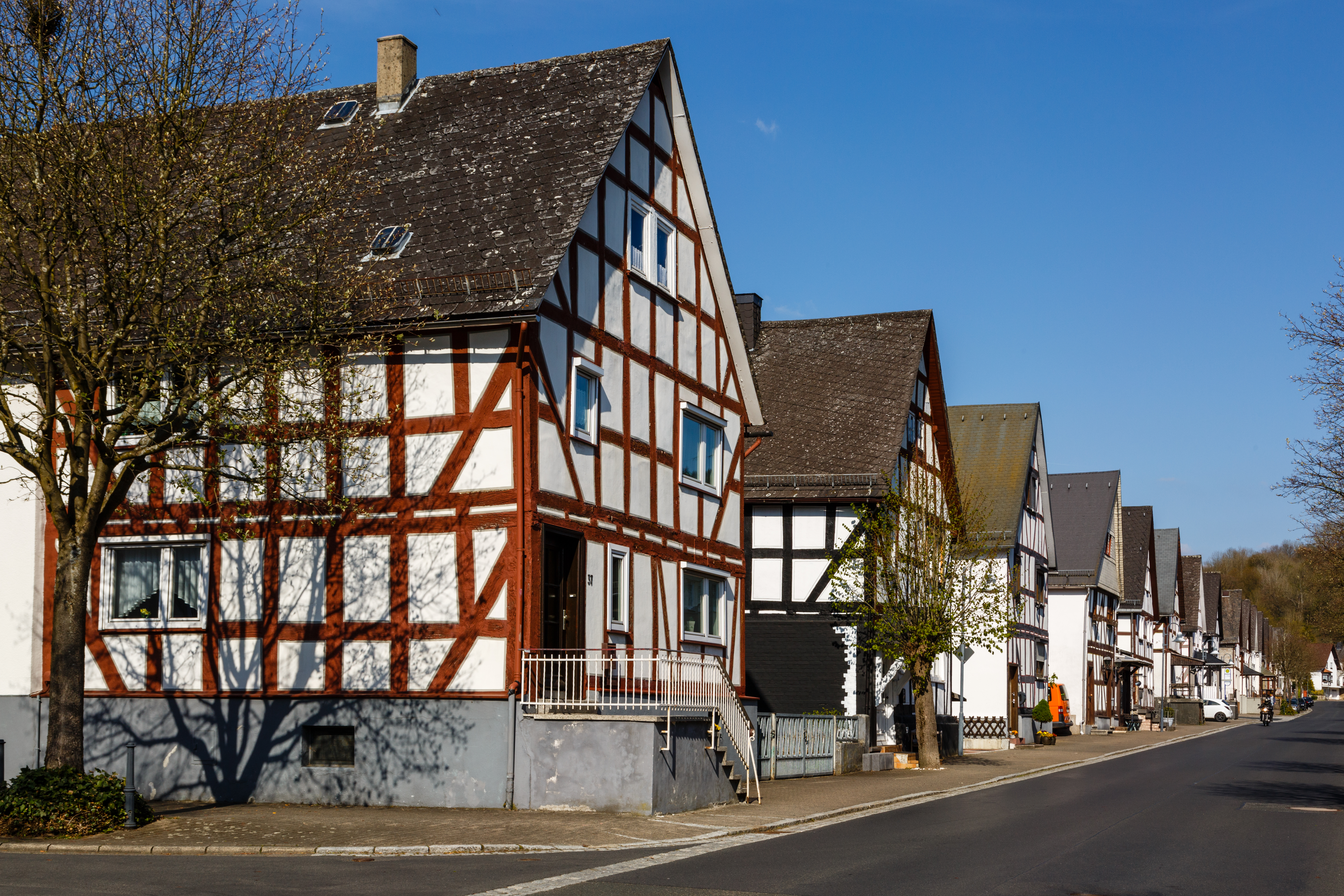
Fachwerkhäuser in Nanzenbach

Zahlreiche der nach dem Dorfbrand errichteten Fachwerkhäuser sind noch im Dorf zu sehen. Diese Häuser wurden in einem Baustil errichtet und ähneln sich stark. In der Nähe von Nanzenbach befinden sich die Reste der germanischen Ringwallburg Heunstein.
Neben dem Mehrgenerationenhaus sind verschiedene typische Bergbau-Utensilien wie etwa Loren und verschiedene Gesteinsarten als Denkmal für die geschichtliche Verflechtung mit dem Bergbau aufgebaut. Hier sieht man auch ein 3 Meter hohes Modell des ehemaligen Förderturmes der Grube "Neuer Muth". Das Mundloch gegenüber dem Mehrgenerationenhaus ist vom Heimatverein als Schaustollen eingerichtet, in den man hineinschauen kann.

## Wirtschaft und Infrastruktur
Nanzenbach verfügt über ein von der Lebenshilfe Dillenburg betriebenes Lebensmittelgeschäft. Weiterhin befindet sich eine Metzgerei mit eigener Herstellung im Ort.

### Einrichtungen
Der Ort verfügt über einen Kindergarten und eine eigene Grundschule. Die weiterführenden Schulen befinden sich in Dillenburg. Eine Turnhalle mit angrenzendem Sport- und Spielplatz ergänzen das Entwicklungsangebot.
Das ehemalige Dorfgemeinschaftshaus wurde im Rahmen der Dorferneuerung seit 2016 aufwändig renoviert, umgebaut und durch einen Anbau erweitert. 2019 wurden Saal und Anbau, in dem sich das Bistro "Neuer Muth" befindet, als Mehrgenerationenhaus eröffnet.
Die Freiwillige Feuerwehr Nanzenbach sorgt für den abwehrenden Brandschutz und die allgemeine Hilfe. Sie benutzt ein eigenes Feuerwehrhaus, in dem ein Tanklöschfahrzeug, ein Mannschaftstransportfahrzeug sowie Sozialräume und ein Schulungsraum untergebracht sind.

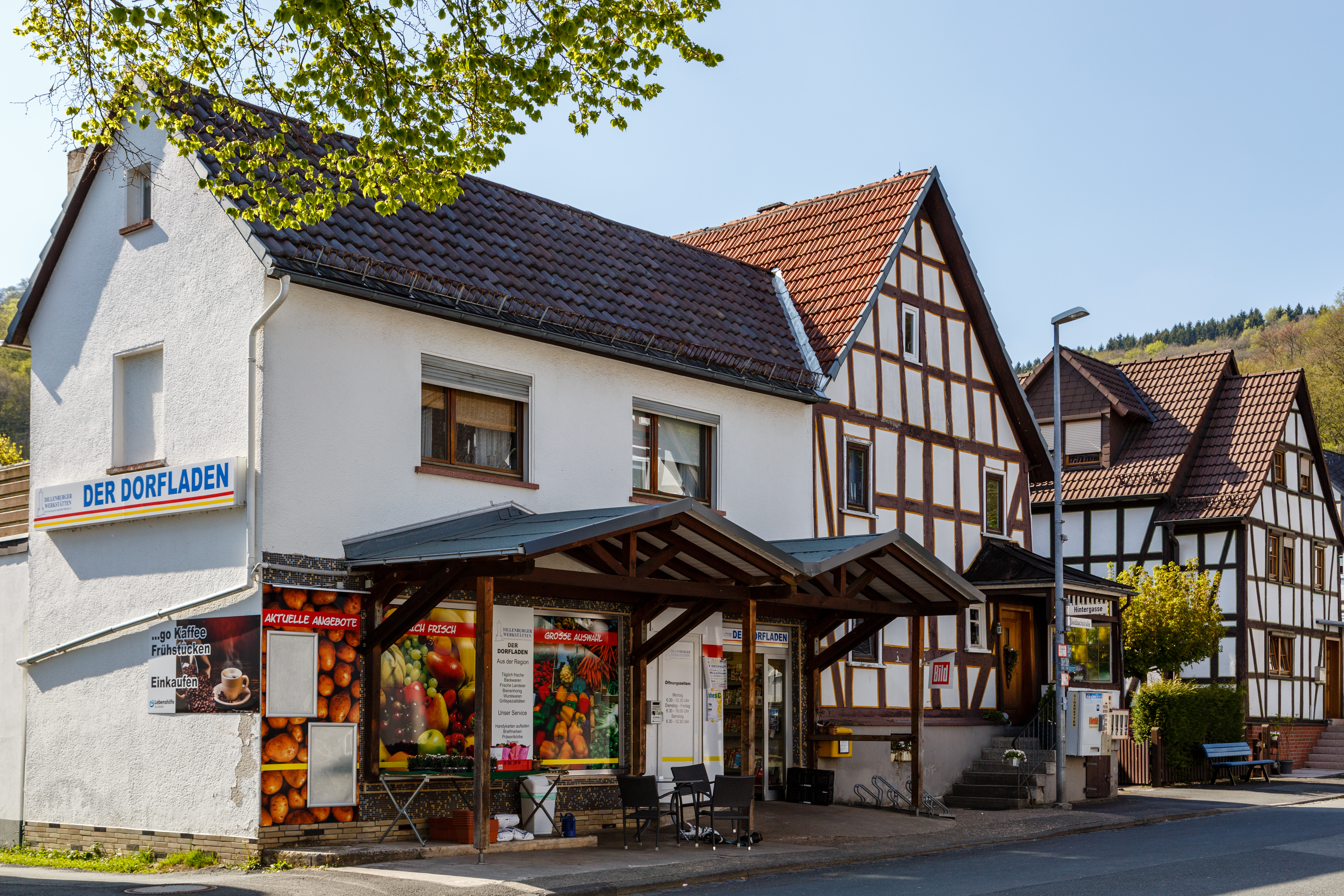
Der von der Lebenshilfe betriebene Dorfladen
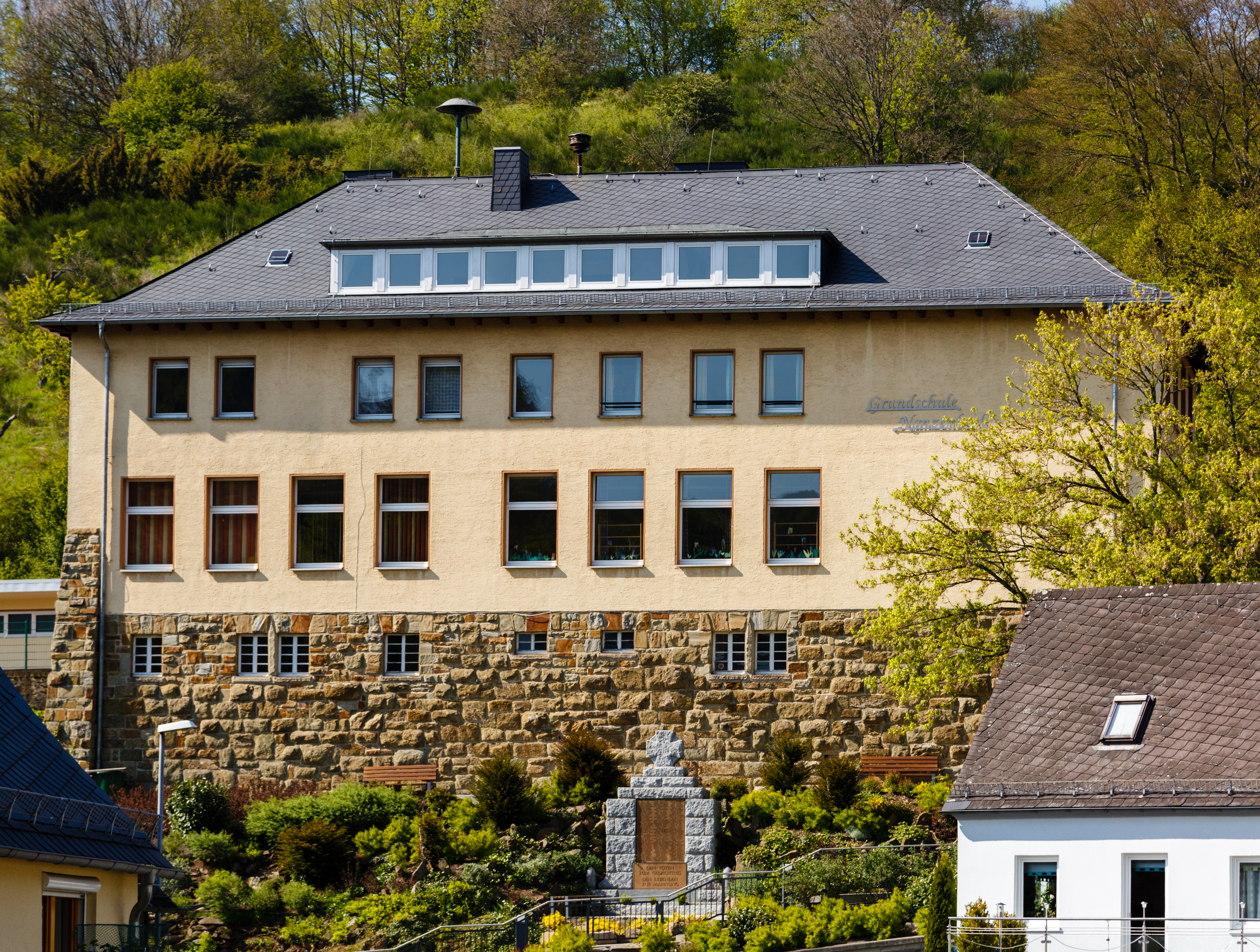
Grundschule
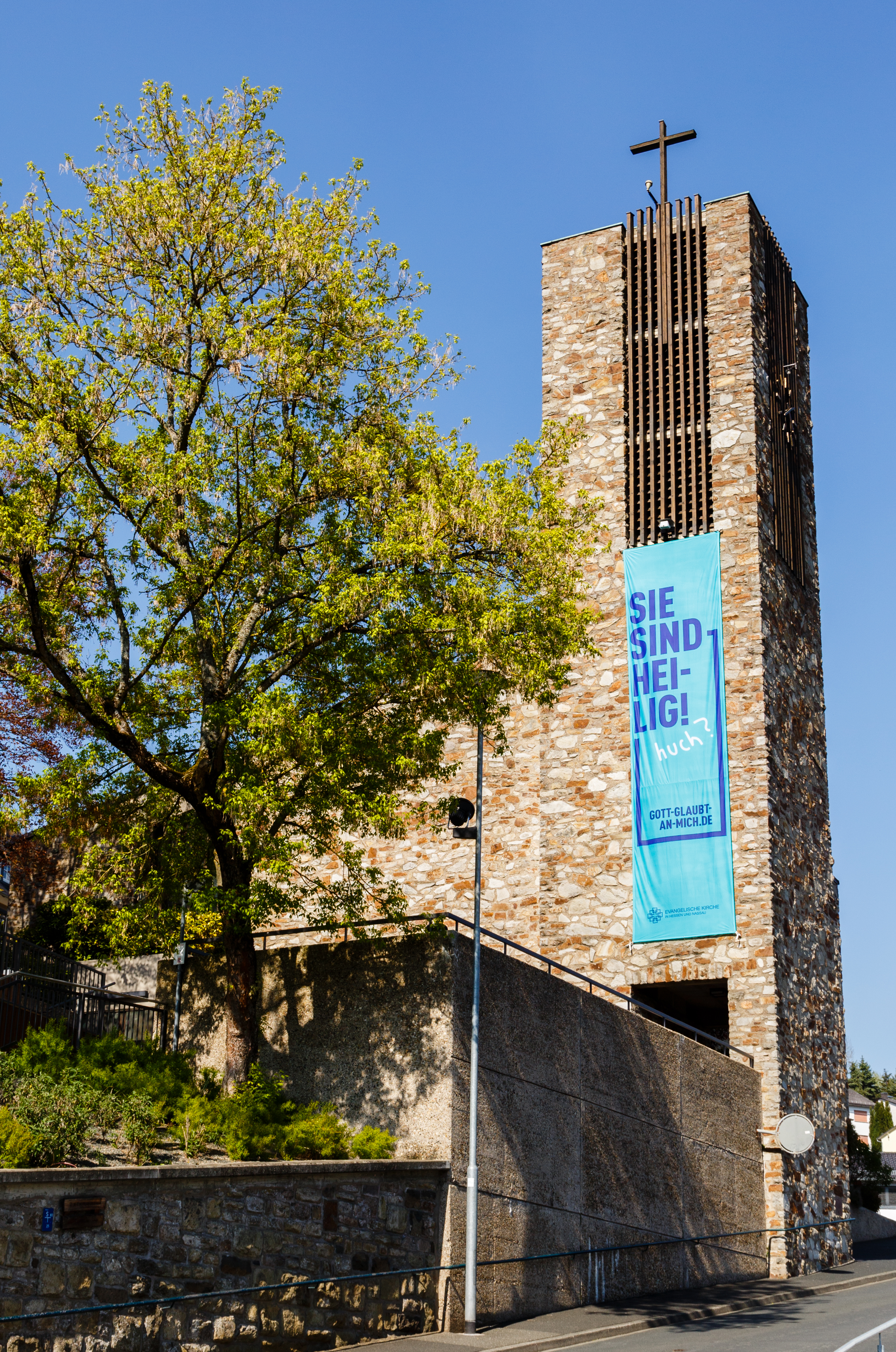
Evangelische Kirche

### Verkehr
Über die Landesstraße L 3362, die als Hauptstraße durch Nanzenbach führt, ist der Ort mit der Kernstadt Dillenburg und der Gemeinde Eschenburg verbunden.
Nanzenbach wird durch die Buslinie 101 des Rhein-Main-Verkehrsverbundes (RMV) an den öffentlichen Personennahverkehr (ÖPNV) angebunden. Sie verkehrt zwischen Dillenburg und Hirzenhain. Der Bus fährt annähernd stündlich.